# Nazionale di polo del Cile
La nazionale di polo dell'Cile è una squadra composta dai migliori giocatori di polo dell'Cile ed è posta sotto l'egida della 
Polo cileno.
Il palmarès della selezione annovera 2 Campionato mondiale di polo (2008, 2015).

## Campionato mondiale di polo
| Campionato mondiale di polo | Campionato mondiale di polo | Campionato mondiale di polo | Campionato mondiale di polo | Campionato mondiale di polo | Campionato mondiale di polo |
| --------------------------- | --------------------------- | --------------------------- | --------------------------- | --------------------------- | --------------------------- |
| 1987                        | non qualificata             | 1989                        | 4º posto                    | 1992                        | 2º posto                    |
| 1995                        | non qualificata             | 1998                        | non qualificata             | 2001                        | non qualificata             |
| 2004                        | 3º posto                    | 2008                        | 1º posto                    | 2011                        | 8º posto                    |
| 2015                        | 1º posto                    | 2017                        | 2º posto                    |                             |                             |